# Cerro Pelado (Maldonado)
Pour les articles homonymes, voir Cerro Pelado.
Cerro Pelado est une ville de l'Uruguay située dans le département de Maldonado. Sa population est de 6 385 habitants.

## Population
| Année | Population |
| ----- | ---------- |
| 1985  | 130        |
| 1996  | 2 407      |
| 2004  | 6 385      |

,